# Grzegorz Knapski
Grzegorz Knapski, Knapiusz, Cnapius (ur. 1564 w Grodzisku Mazowieckim, zm. 12 listopada 1638 w Krakowie) – polski jezuita, nauczyciel w kolegiach jezuickich, filolog, leksykograf, paremiograf, poeta i dramatopisarz.

## Życiorys
Ponieważ „Knapski” jest prawdopodobnie konwencjonalną rekonstrukcją nazwiska, nie wcześniejszą jak z XVII wieku, to – podając za Brücknerem – uznać można, że jego prawdziwe nazwisko brzmiało „Knap”. Knapski urodził się w Grodzisku Mazowieckim za czym przemawia większość źródeł, w tym sporządzane na podstawie nieistniejących już dzisiaj ksiąg kościelnych zapiski grodziskiego proboszcza, księdza Bojanka.
Knapski był ponoć synem sukiennika, należał do stanu mieszczańskiego. Uczył się w szkołach w Warszawie, a od 1582 w Kolegium Jezuitów w Pułtusku. Przez krótki czas przebywał w Wilnie i Braniewie. W 1585 przyjął śluby zakonne u jezuitów w Kaliszu i został nauczycielem w tamtejszym kolegium. Od 1587 uzupełniał wiedzę z zakresu filozofii w Poznaniu i Pułtusku. W latach 1594–1598 odbył czteroletni kurs teologii w Wilnie. Tam też w 1595 napisał po łacinie i wystawił tragedię „Philopater”, a w rok później drugą „Felicitas”. W 1598 został prefektem szkół w Poznaniu. Wtedy otrzymał święcenia kapłańskie. W latach 1603–1613 przebywał w Lublinie, ale także w Poznaniu i Krakowie. W 1604 napisał i wystawił w obecności biskupa krakowskiego Bernarda Maciejowskiego tragedię pt. Eutropius. W okresie 1614–1617 mieszkał we Lwowie i Jarosławiu.
Tylko niektóre pisane po łacinie utwory Knapiusza i wystawiane na scenie konwiktowej, zachowały się w rękopisach. Autor ten znał również znakomicie grekę i pisał w tym języku wiersze. Sławę zdobył dzięki pracom leksykograficznym, a przede wszystkim trzytomowym słownikiem Thesaurus Polonolatinograecus seu Promptuarium linguae Latinae et Graecae, powstałym w latach 1621-1632 i przedrukowywanym wielokrotnie w całości lub fragmentach aż do końca XVIII w. Wydanie pierwsze wyszło w Krakowie (u Cezarego) w 1621, wydanie drugie w 1643 (tamże) z poprawkami i uzupełnieniami.
Tom pierwszy pracy obejmuje część polsko-łacińską, drugi (najczęściej wznawiany) – łacińsko-polską, trzeci zawiera przysłowia i nosi tytuł: Adagia Polonica, Przysłowia polskie wybrane, zdania moralne i powiedzenia dowcipne, przyzwoite, po łacinie i grecku odtworzone, którym, zwłaszcza ciemniejszym, przydano światła i wyjaśnienia z różnych pisarzy i w ogóle zaprawiono je różnorodnemi wiadomościami naukowemi.
Pracę nad przysłowiami prowadził Cnapius w latach 1617–1630 i zamieścił w Thesaurusie jako uzupełnienie dwóch pierwszych tomów w zakresie zwrotów frazeologicznych i idiomatycznych. W tej dziedzinie wzorował się na paremiologach zagranicznych, takich jak Erazm z Rotterdamu i Paolo Manuzio – zbieraczach powiedzeń i przysłów łacińskich i greckich – ale w odniesieniu do języka polskiego była to praca pionierska . Miał wprawdzie poprzednika, Salomona Rysińskiego, którego wymienił (bezimiennie) we wstępie, zaznaczając że ze zbiorów jego korzystał, ale któremu zarzucał spisywanie przysłów nieprzyzwoitych i nieprecyzyjne dobieranie odpowiedników łacińskich. Tom Adagia obejmuje kilkanaście tysięcy haseł ułożonych alfabetycznie, przy czym hasłom głównym towarzyszą objaśnienia oraz ich wersje regionalne. Komentarze haseł sprowadzają się do wyjaśnienia sensu przysłów, ich znaczenia obiegowego, a także – czasami – znaczenia pierwotnego. Adagia są pierwszą próbą naukowego opracowania przysłów polskich, nie wykorzystaną jednak przez jego następców.
„Skarbiec polsko-łacińsko-grecki” był największym dziełem leksykografii staropolskiej, aż do momentu wydania słownika Lindego i miał duży wpływ na kształtowanie się norm językowych i ortograficznych w XVII i XVIII wieku w Polsce oraz wpływ na słownikarstwo litewskie, łotewskie i rosyjskie. Jego tom pierwszy wznawiany był do 1793 aż 35 razy.